# یواس‌اس منینگ (دی‌ئی-۱۹۹)
یواس‌اس منینگ (دی‌ئی-۱۹۹) (به انگلیسی: USS Manning (DE-199)) یک کشتی بود که طول آن ۳۰۶ فوت (۹۳ متر) بود. این کشتی در سال ۱۹۴۳ ساخته شد.